# Textildesign
Unter Textildesign versteht man die Planung und Entwicklung von Textilien unter optimalem Einsatz von Produktions- und Wirtschaftsfaktoren. Die Erfassung und Verarbeitung gesellschaftlicher Strömungen unter Verwirklichung ästhetischer Maßstäbe, die Arbeit im Team an einer Kollektion von Textilien, die im Rhythmus des Marktwechsels, die Produktpalette eines Betriebes darstellt. Erfolg und Existenz des Unternehmens hängen ganz wesentlich von der Qualität dieser Kollektion ab.
Dieses Berufsfeld umfasst die klassischen Bereiche der Bekleidungs-, Heim- und Objekttextilien sowie zunehmend den technischen Bereich wie zum Beispiel Fahrzeug- oder Flugzeugbau. 
Darüber hinaus werden Textildesigner in allen Gebieten des Oberflächen- und Farbdesigns wie zum Beispiel in der Papier- und Tapetenindustrie, aber auch in der Architektur und Innenarchitektur tätig. Neben den in der Industrie angestellten Designern sind auch freie Mitarbeiter oder selbständige Designer üblich.